# Scottish Open 1939
Die Scottish Open 1939 waren die 27. Austragung dieser internationalen Meisterschaften von Schottland im Badminton. Sie fanden Anfang des Jahres in Edinburgh statt.

## Finalresultate
| Disziplin    | Sieger                      | Finalist                        | Ergebnis          |
| ------------ | --------------------------- | ------------------------------- | ----------------- |
| Herreneinzel | Ralph Nichols               | Maurice Field                   | 15–9, 15–17, 15–7 |
| Dameneinzel  | Betty Uber                  | Daphne Young                    | 11–9, 11–1        |
| Herrendoppel | Thomas Boyle J. W. McGarry  | Alan Titherley Raymond M. White | 15–9, 15–12       |
| Damendoppel  | Diana Doveton Betty Uber    | Mavis Macnaughton Olive Wilson  | 15–4, 15–4        |
| Mixed        | Raymond M. White Betty Uber | Thomas Boyle Olive Wilson       | 15–6, 17–14       |